# Sonic & Knuckles
Sonic & Knuckles (яп. ソニック＆ナックルズ Соникку андо Наккурудзу, рус. Соник и Наклз) — видеоигра в жанре платформер, являющаяся пятой в серии игр Sonic the Hedgehog на игровой приставке Sega Mega Drive/Genesis. Игра была разработана командой Sonic Team и Sega Technical Institute (STI) — подразделениями компании Sega, выпустившей её осенью 1994 года.
Sonic & Knuckles является прямым сиквелом игры Sonic the Hedgehog 3. Разработка этих двух игр началась в 1992 году как один большой проект, однако из-за технических ограничений консоли Mega Drive/Genesis команда Sonic Team приняла решение разделить его на две части. В результате Sonic & Knuckles имеет схожие с предыдущей игрой дизайн уровней, графику и игровой процесс. Сюжет игры продолжает историю Sonic the Hedgehog 3. После событий Sonic 3 ёж Соник возвращается на Остров Ангела с целью помешать доктору Роботнику захватить Мастер Изумруд, который даст ему безграничную силу для завоевания мира. В Sonic & Knuckles впервые появляется возможность управлять одним из основных игровых персонажей серии Sonic the Hedgehog — ехидной Наклзом, который в данной игре имеет свою сюжетную линию.
Картридж Sonic & Knuckles был выпущен с уникальной технологией «Lock-On», которая позволяла соединять его с другими играми Mega Drive/Genesis, в результате чего Sonic & Knuckles можно было комбинировать с Sonic the Hedgehog 2 и Sonic the Hedgehog 3, внося в эти игры новые возможности. Игра Sonic & Knuckles получила высокие оценки от критиков и была коммерчески успешной. В Северной Америке было продано свыше 1,2 миллиона экземпляров Sonic & Knuckles, что сделало её одним из бестселлеров на консоли Mega Drive/Genesis. Игра переиздавалась в десятках сборников и компиляций, а также продавалась в сервисах цифровой дистрибуции.

## Игровой процесс

Игра за ехидну Наклза на уровне «Mushroom Hill». Способность к планирующему полёту является главной отличительной чертой этого персонажа

Управляя игровым персонажем, игрок проходит разнообразные уровни, структура которых лабиринтоподобна и включает в себя множество крутых склонов и мёртвых петель, с помощью которых персонажи могут разгоняться до высокой скорости. Основными врагами в игре служат роботы — бадники (англ. Badnik), различные по внешнему виду и вооружению. Для атаки персонаж игрока сворачивается в шар — либо нападая на врага в прыжке, либо разгоняясь на месте и совершая скоростной удар в перекате, называемый spin dash. За жизненную силу персонажа отвечают золотые кольца, которые в огромном количестве разбросаны по уровням. Если у игрока нет хотя бы одного кольца, то его персонаж гибнет при столкновении с роботами или опасными предметами — например, шипами. В противном случае, персонаж теряет все собранные кольца и за ограниченное время может собрать лишь часть из них. Помимо колец, на уровнях встречаются различные бонусы, изображённые в виде мониторов — с их помощью игрок может получить, к примеру, временную неуязвимость или дополнительную жизнь. В мониторах может содержаться три разных вида щита для персонажа: огненный, электрический и водяной (защищающий от физических атак).
Sonic & Knuckles предоставляет только одиночный режим, когда в самом начале игроку предлагается выбрать одного игрового персонажа — ежа Соника или ехидну Наклза. Особенности игры за Соника остались теми же, что и в предыдущей игре: в прыжке ёж может использовать приём insta-shield, с помощью которого он атакует врага, не касаясь его. Бонусы в виде щитов модифицируют этот приём: например, энергетический щит может подбрасывать Соника на гораздо бо́льшую высоту, чем при обычном прыжке. Ехидна Наклз в Sonic & Knuckles впервые выступает как игровой персонаж, обладающий своими отличительными способностями. Взамен усиленной атаки Соника в прыжке, Наклз имеет способность к планирующему полёту, во время которого он постепенно теряет высоту. В полёте Наклз способен атаковать врагов благодаря своим кастетообразным перчаткам. Если персонаж налетает на стену, то он цепляется за неё и может карабкаться по ней вверх и вниз. Простым касанием Наклз может разбивать некоторые препятствия из камней, которые Соник либо не в силах устранить, либо способен разбить только при помощи приёма spin dash. На игровом процессе за Наклза сказывается то, что он уступает Сонику в скорости и высоте прыжка, а также не приобретает особых приёмов при взятии щитов.
Уровни игры называются зонами, и большинство из них делится на два акта. В конце первого акта игрок сражается с относительно лёгким роботом мини-боссом, а второй акт оканчивается битвой с основным боссом — его представляют либо доктор Роботник, либо его приспешник ЭггРобо, управляющие более опасными и стойкими боевыми машинами. На каждый акт даётся десять игровых минут: если игрок не успевает пройти акт за отведённое время, его персонаж погибает. В конце акта подводится счёт по набранным очкам, которые даются за каждого уничтоженного робота и увеличиваются в зависимости от числа имеющихся у персонажа колец и затраченного на прохождение времени. Ввиду своих особенностей, Соник и Наклз проходят игровые уровни своими путями, недоступными друг для друга. Существенная разница также заключается в продолжительности игры. За Соника игроку предстоит пройти восемь или семь (в зависимости от сценариев) зон: «Mushroom Hill», «Flying Battery», «Sandopolis», «Lava Reef», «Hidden Palace», «Sky Sanctuary», «Death Egg» и «The Doomsday» Все зоны за исключением «Hidden Palace», «Sky Sanctuary» и «The Doomsday», состоят из двух актов. Наклз же заканчивает игру на шестой зоне «Sky Sanctuary», которая в его случае представляет собой продолжительную финальную битву с Меха Соником. Есть и другие отличия в прохождении уровней разными персонажами, например, выступая в роли Соника на уровне «Hidden Palace», игрок должен будет столкнуться в битве с Наклзом, а игра за Наклза подразумевает более сложные битвы с боссами и мини-боссами.

### Бонусные уровни
Special Stage
Имея 20 или более колец при отметке на контрольной точке, игрок получает возможность попасть на бонусный уровень («Bonus Stage»), где он может заработать дополнительные кольца и жизни. В Sonic & Knuckles есть два вида бонусных уровней. Один из них, «Rotating Maze», представляет собой небольшое пространство, похожее на специальные этапы в Sonic 1. Уровень постоянно вращается вокруг своей оси и ограничен стенами из блоков, среди которых имеются шары с надписью «Goal» — при попадании на них игрок покидает уровень. В центре уровня находится слот-машина: попав в неё, персонаж либо получает некоторое число колец (от двух до крупного джекпота), либо теряет ровно 100 колец. Вокруг слот-машины тоже есть кольца: собирая их, игрок может заработать себе «продолжение». Другой бонусный уровень, «Glowing Spheres», забрасывает игрока в подобие длинной вертикальной пинбол-машины. Используя расположенные в ней флиперы, отбивающие блоки и подбрасывающие энергетические шары, персонаж игрока передвигается вверх, собирая кольца и светящиеся сферы, из которых вылетают шары с разнообразными бонусами. Снизу персонажа преследует горизонтальная энергетическая цепь, при попадании в которую он покинет уровень. Если игрок добирается до самого верха пинбол-машины, то уровень заканчивается.
В Sonic & Knuckles присутствует семь новых специальных этапов («Special Stage») — особых уровней, предназначенных для сбора Изумрудов Хаоса. Концепция специальных этапов осталась такой же, как и в Sonic the Hedgehog 3, и попасть в них можно через телепортационные кольца, спрятанные в различных местах игровых зон. Уровни «Special Stage» выполнены в трёхмерной графике и представляют собой замкнутую шарообразную поверхность, усеянную синими и красными сферами. Чтобы пройти «Special Stage» и получить один из семи Изумрудов Хаоса, игрок должен собрать все синие сферы, не наступая при этом на красные — в противном случае, игрок сразу же покидает уровень. В Sonic & Knuckles также присутствуют сферы жёлтого цвета, которые катапультируют персонажей на дальние расстояния, позволяя им пролетать над целыми полями других шаров. Сложность в прохождении «Special Stage» заключается в том, что каждая собранная синяя сфера подменяется на красную; вдобавок, персонаж игрока путешествует по уровню без остановки, а скорость игры с течением времени становится всё быстрее. Кроме того, на уровнях присутствуют золотые кольца, сбор которых даёт игроку дополнительные очки и возможность получить «продолжение». Кольца могут просто быть разбросаны по уровню, но по большей части добываются благодаря особому обходу полей из синих сфер (на илл.).
Цель уровней «Special Stage» — собрать все семь Изумрудов Хаоса. Завладев ими, Соник и Наклз получают возможность обретать супер-форму, благодаря которой они становятся неуязвимыми к любым повреждениям, атакуют врагов простым касанием и при этом быстрее бегают и выше прыгают. Визуально Супер Соник окрашивается в золотой цвет, а Супер Наклз начинает характерно мерцать белым цветом. Для Соника сбор всех Изумрудов Хаоса также открывает дополнительный восьмой уровень «The Doomsday», где ёж в супер-форме, летя через поле астероидов, ведёт погоню за финальным роботом доктора Роботника. Пребывание Соника и Наклза в супер-форме ограничено числом имеющихся у него колец, которое ежесекундно уменьшается.

## Сюжет

Персонажи игр Sonic 3 и Sonic & Knuckles (по часовой стрелке): Соник, Роботник, Наклз и Тейлз

В предыдущей игре главный герой ёж Соник вновь одержал победу над злодеем доктором Роботником и предотвратил запуск его боевой космической станции «Яйцо Смерти» (англ. Death Egg). Соник спрыгнул со взрывающегося Яйца Смерти обратно на Остров Ангела, а сама станция, уцелев, приземлилась в кратер огромного вулкана. Главный герой, оказавшись в глухом лесу, видит выходящего из прохода в зарослях хранителя острова ехидну Наклза. В проходе Соник обнаружил большое сияющее Супер Кольцо, которое на короткое время перенесло его в огромный зал в «Сокрытом Дворце», где покоится Мастер Изумруд (англ. Master Emerald). Соник понимает, что должен защитить Мастер Изумруд от доктора Роботника, потому что в руках злодея эта магическая реликвия станет источником неиссякаемого топлива для «Яйца Смерти» и огромной силой в руках доктора, с помощью которой он сможет поработить весь мир. Однако на пути к камню Сонику предстоит столкнуться с Наклзом, который по-прежнему считает ежа своим врагом, посягнувшим на Мастер Изумруд. В зависимости от выбора игрового персонажа игрок получает две разных сюжетных линии.
Соник держит путь через неизведанные территории Острова Ангела, на которых доктор Роботник разместил свои боевые машины. Путешествие приводит Соника в «Лавовый Риф», пещеры под вулканом, в кратере которого находится станция «Яйцо Смерти». Через эти пещеры Соник добирается до Сокрытого Дворца с Мастер Изумрудом, однако там он вновь сталкивается с Наклзом и между героями завязывается бой. Тем временем, доктор Роботник проникает в Сокрытый Дворец и похищает Мастер Изумруд. Наклз пытается ему помешать, но доктор использует электрический разряд, чтобы нейтрализовать Наклза и не дать ему помешать захвату изумруда. После этого Роботник вместе с Мастер Изумрудом улетает из «Сокрытого Дворца» к своей заново отстроенной станции «Яйцо Смерти». Пол под героями начал проваливаться, и Наклз с Соником упали вниз. Очнувшийся после удара током Наклз понял, что Соник на его стороне, он помогает ему добраться до портала, перемещающего их к древним парящим в облаках руинам называемыми «Небесным Убежищем», откуда они наблюдают за поднимающимся в небо «Яйцом Смерти». Наклз помогает герою пройти через бездну, опустив мост, но дальше идти отказывается, оставив миссию по спасению Мастер Изумруда Сонику, так как после удара током он ещё не полностью пришёл в себя. Соник в одиночку преодолевает древние руины, сражаясь с роботами-миньонами эгг-робо и роботизированной копией самого себя — Меха Соником. Добравшись до вершины руин, главный герой успевает запрыгнуть в улетающее на орбиту «Яйцо Смерти». Он уничтожает станцию и вступает в финальную битву с огромным роботом доктора Роботника, использующим силу Мастер Изумруда. После уничтожения робота и «Яйца Смерти», Соник вместе с Мастер Изумрудом падает в океан, но его спасает Тейлз на своём самолёте «Торнадо». Если игрок не собрал все семь Изумрудов Хаоса, то остров опускается с небес на поверхность воды. Если игрок собрал все Изумруды Хаоса, то персонажи отвозят Мастер Изумруд обратно на Остров Ангела и тот поднимается в небеса, а в сцене после титров показано, как один из кучи поверженных роботов Эгг-Робо «оживает».
Сюжетная линия ехидны Наклза развивается после истории Соника, когда Наклз, расслабляющийся в компании зверей в грибном лесу, оказывается атакован ЭггРобо. Долг Наклза как хранителя Острова Ангела — противостоять всем чужакам, и он немедленно пускается в погоню за этим роботом. Наклз путешествует по тем же местам острова, что и Соник, уничтожая боевые машины доктора Роботника и периодически сражаясь с Эгг-Робо. Погоня заканчивается на площадке Небесного Убежища, где Эгг-Робо хватает Наклза в плен, делая лёгкой мишенью для другого робота — Меха Соника. Однако Наклз успевает высвободиться и Меха Соник по ошибке уничтожает самого Эгг-Робо. Между ехидной и металлическим ежом завязывается битва, в ходе которой Меха Соник использует энергию находящегося рядом Мастер Изумруда и принимает супер-форму. Когда Наклз побеждает робота, площадка начинает обрушиваться, но на помощь ехидне приходит Соник, управляющий своим самолётом «Торнадо». Вместе они отвозят Мастер Изумруд обратно на Остров Ангела.

## Технология Lock-On

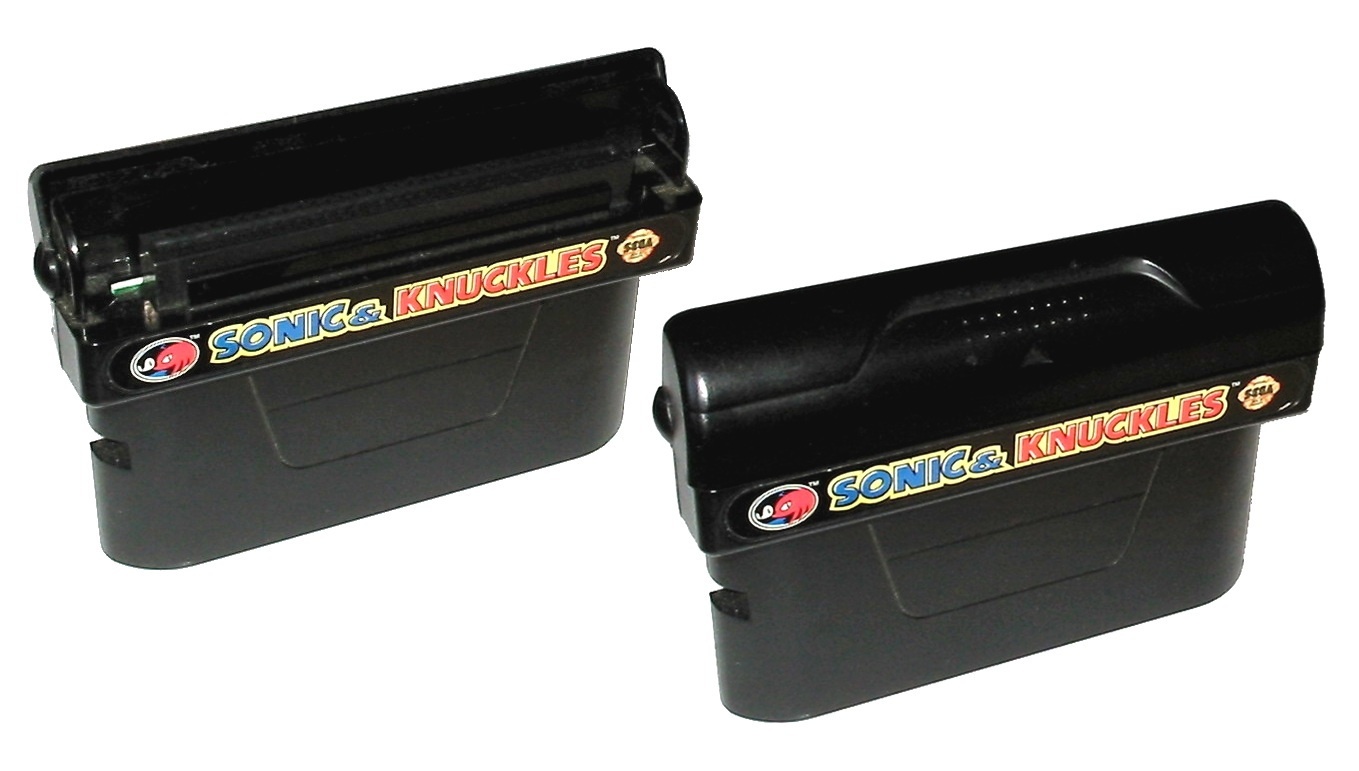
Лицензионные картриджи Sonic & Knuckles с системой «Lock-On»

Технология «Lock-On» была специально разработана для Sonic & Knuckles главой STI Роджером Гектором и представляет собой возможность соединения двух картриджей в одно целое в рамках одной приставки. Применение «Lock-On» позволяет получить совмещённый вариант двух игр.
Только лицензионный картридж Sonic & Knuckles был выпущен с поддержкой данной технологии. При этом это коснулось предыдущей игры Sonic the Hedgehog 3: поскольку третья часть вместе с Sonic & Knuckles изначально разрабатывались как одно целое, и, как следствие, в играх выдержан единый игровой стиль, используются схожие спрайты персонажей и имеется много общего в игровом процессе. Технология «Lock-On» позволяет совместить Sonic the Hedgehog 3 и Sonic & Knuckles, давая возможность играть в одну большую полноценную игру, которая и планировалась ранее. Свой результат также даёт совмещение Sonic & Knuckles с играми Sonic the Hedgehog 2, Sonic the Hedgehog 1 и сборником Sonic Compilation.

### Sonic 3 & Knuckles
Sonic the Hedgehog 3 & Knuckles (сокр. Sonic 3 & Knuckles) — большая игра, объединяющая в себе Sonic the Hedgehog 3 и Sonic & Knuckles. Она включает в себя все 14 уровней из обеих игр, которые последовательно проходит игрок, а также все три разновидности уровня «Bonus Stage». Для прохождения игры доступны на выбор все три главных героя — Соник, Тейлз и Наклз. Таким образом, появляется возможность играть на уровнях Sonic 3 за Наклза, а за Тейлза — проходить уровни Sonic & Knuckles (как в одиночку, так и в команде с Соником). Все уровни изначально спроектированы так, что ввиду своих способностей персонажи проходят их разными путями. Вместе с тем, из Sonic 3 игра переняла систему сохранений и режим состязаний.
Объединение Sonic the Hedgehog 3 и Sonic & Knuckles вносит существенное нововведение в игровой процесс: Супер Изумруды (англ. Super Emeralds). Начиная прохождение с шести уровней Sonic 3, игрок изначально может собрать семь обычных Изумрудов Хаоса — на этапах «Special Stage», соответствующих третьей части. Если он собрал их все, то, начиная с уровня «Mushroom Hill» (первый уровень Sonic & Knuckles), его персонаж получает доступ в зону «Hidden Palace», где отдаёт собранные камни Мастер Изумруду. Игровой персонаж теряет супер-форму, но при этом до конца игры получает возможность собрать семь Супер Изумрудов. С их помощью персонаж может принимать гипер-форму, дающую ещё большую скорость и высоту прыжка, чем супер-форма, а также новые способности: Гипер Соник при усиленной атаке в прыжке проносится по экрану игры, уничтожая всех видимых врагов, а Гипер Наклз вызывает тот же результат, когда цепляется за стену. Персонажу Тейлзу в Sonic 3 & Knuckles при сборе всех четырнадцати Изумрудов становится доступна супер-форма, которой он не мог обладать в Sonic the Hedgehog 3. Равно как гипер-форма у Соника и Наклза, супер-форма Тейлза даёт ему новую особенность: вокруг него летают четыре золотых птицы (Супер Флики), которые сами уничтожают приближающихся к персонажу врагов.

### Sonic 2 & Knuckles
Knuckles the Echidna in Sonic 2 (сокр. Sonic 2 & Knuckles) — игра, которая получается при соединении картриджей Sonic & Knuckles и Sonic the Hedgehog 2. Игра даёт возможность полностью пройти Sonic the Hedgehog 2 за Наклза как игрового персонажа. Геймплей остаётся практически таким же, за исключением небольших изменений: на уровнях игры появляются некоторые места, попасть в которые может только Наклз — благодаря своей способности карабкаться по стенам; кроме того, за Наклза игрок может чаще посещать уровни «Special Stage», поскольку после выхода из них персонаж сохраняет при себе собранные кольца в отличие от оригинальной Sonic the Hedgehog 2. Возможность играть за Соника и Тейлза, а также дополнительные опции в совмещённой версии игры, отсутствуют.

### Blue Sphere
При совмещении Sonic & Knuckles с любым другим картриджем для Sega Mega Drive/Genesis игрок видит чёрный экран с изображением четырёх основных персонажей 16-битной серии о Сонике — самого Соника, Тейлза, Наклза и доктора Роботника. На экране плывут слова «No Way? No Way!», которые говорят о безрезультатном совмещении картриджей. Однако одновременное нажатие на геймпаде клавиш A+B+C открывает мини-игру под названием Blue Sphere. Эта игра представляет собой сборник из уровней «Special Stage», повторяющих дизайн и игровой процесс аналогичных специальных этапов в Sonic the Hedgehog 3 и Sonic & Knuckles, связанный со сбором синих сфер. Каждому из этих уровней в Blue Sphere присвоен свой 12-значный код — то есть, игроку предлагается пройти 134 217 728 специальных этапов, почти каждый из которых уникален (некоторые этапы после номера 128 016 000 повторяются). На титульном экране Blue Sphere доступен выбор игрового персонажа — Соника и Наклза, — что никак не сказывается на игровом процессе. Каждый из уровней относится к одной из двенадцати степеней сложности, когда на более сложном уровне требуется собрать большее число синих сфер.
В версии игры в сборнике Sonic Origins помимо оригинальной мини-игры, включённой в качестве бонусного режима, также была добавлена новая итерация данной мини-игры под названием «New Blue Spheres», в которую были добавлены дополнительные цвета сфер, которые ранее были представлены в Sonic Mania.

## Разработка и выход игры
Изначально Sonic & Knuckles и её предшественница Sonic the Hedgehog 3 планировались как одна большая игра, поэтому их разработка началась одновременно, после выхода второй части в 1992 году. Разработка велась в американском филиале Sega of America — Sega Technical Institute, а её руководителями выступали создатели серии Sonic the Hedgehog Юдзи Нака и Хирокадзу Ясухара. Поддержку команде разработчиков оказывал глава STI Роджер Гектор. Для игры было создано порядка четырнадцати уровней, однако по результатам тестирования из-за высоких производственных затрат и недостаточной мощности консоли Mega Drive/Genesis разработчики приняли решение разделить проект на две части. Шесть начальных уровней были включены в Sonic the Hedgehog 3, а оставшиеся восемь уготованы для Sonic & Knuckles. В отличие от Sonic 3, в продолжении не была использована система сохранения, однако у картриджа Sonic & Knuckles имелось своё уникальное техническое нововведение — система «Lock-On». Данная технология позволила соединить Sonic & Knuckles с картриджами других частей серии и получить совмещённый вариант двух игр. При этом в случае Sonic the Hedgehog 3 пользователи получили объединённую игру с уровнями Sonic 3 и Sonic & Knuckles, как и было задумано изначально. Кроме того, в журналах Sega Magazine, Famitsu и Mean Machines упоминалась разработка полноценной версии игры под названием Sonic the Hedgehog 3 Limited Edition (или Sonic 3+), но релиз данного проекта не состоялся по причинам ограниченного объёма памяти картриджа, больших производственных затрат и ограниченного времени на разработку.
Sonic & Knuckles была впервые выпущена для консоли Mega Drive/Genesis 18 октября 1994 года — в США, Великобритании и Японии. В Соединённых Штатах при поддержке канала MTV был проведён чемпионат «Kick the Rock» по быстрому прохождению игры. Финальная часть соревнования проходила на острове Алькатрас в заливе Сан-Франциско (Калифорния). Победитель заработал приз в 25 тысяч долларов США и звание «Самый хардкорный игрок в мире» (англ. The World’s Most Hardcore Gamer), а финалисты получили по несколько экземпляров игр от компании Sega. Помимо оригинальной версии Sonic & Knuckles, существует множество портов и версий игры для консолей различных поколений. Игра была переиздана в сервисах цифровой дистрибуции Virtual Console, Xbox Live Arcade и Steam. В них же в электронной форме была воссоздана система «Lock-On», позволяющая соединять Sonic & Knuckles с предыдущими играми серии, которые уже ранее были загружены на консоль. Версии для Steam и сборника Sega Mega Drive and Genesis Classics продавались вместе с третьей частью — как Sonic 3 & Knuckles.
Игра переиздавалась в различных сборниках для игровых консолей и ПК:
- Sonic & Knuckles Collection для Windows (1997)[36];
- Sonic Jam для Sega Saturn и Game.com (1997)[37][38];
- Sonic Mega Collection (2002)[39];
- Sonic Mega Collection Plus (2004)[40];
- Sonic’s Ultimate Genesis Collection для Xbox 360 и PlayStation 3 (2009)[41];
- Sonic Classic Collection для Nintendo DS (2010)[42];
- Sonic Origins для Nintendo Switch, PlayStation 4, PlayStation 5, Windows, Xbox One и Xbox Series X/S с изменённой музыкой в некоторых частях игры.

## Музыка
Музыка в Sonic & Knuckles была написана Говардом Дроссином, Дзюном Сэноуэ, Ёсиаки Касимой, Токухико Увабой, Томонори Савадой и Наофуми Хатаей.
19 октября 1994 года на компакт-дисках был выпущен саундтрек Sonic & Knuckles • Sonic the Hedgehog 3. Несмотря на двойное название, этот альбом содержит только музыку из игры Sonic & Knuckles. Саундтрек включает в себя 12 треков, написанных Говардом Дроссином, Дзюном Сэноуэ и Ёсиаки «Milpo» Касимой. Продюсер альбома Акинори Минами перезаписал оригинальные композиции в новых аранжировках с помощью синтезатора, добавив гитарные партии Такахо Сано и Тосиаки Сайто. Сами авторы оригинальных композиций не принимали участия в создании этого альбома. В результате, выпущенный саундтрек отличается звучанием от музыки в игре. Помимо основного саундтрека, музыка из Sonic the Hedgehog 3 присутствовала в следующих альбомах: Sonic the Hedgehog 10th Anniversary (2001), History of the 1ST Stage Original Soundtrack White Edition (2011), History of Sonic Music 20th Anniversary Edition (2011) и Sonic the Hedgehog 25th Anniversary Selection (2016).
Рецензент сайта Game-OST поставил саундтреку Sonic & Knuckles • Sonic the Hedgehog 3 оценку 7 баллов из 10. Он заявил, что если рассматривать альбом как расширенный саундтрек, то ему не хватает многих мелодий из Sonic the Hedgehog 3, таких как «Angel Island» и «Ice Cap», и это доказывает необходимость в отдельном саундтреке для каждой из классических игр серии Sonic the Hedgehog. Называть данный альбом сборником ремиксов, по мнению рецензента, ещё более странно, поскольку кардинальных отличий от оригинального саундтрека в нём нет. В перезаписанных мелодиях ярко выражен MIDI-характер, хотя многие из них отличаются от оригиналов более мягким звучанием — не таким резким, какое воспроизводит приставка Sega Mega Drive. В то же время критик из Game-OST считает, что оригинальные композиции «Flying Battery» и «Lava Reef» из Sonic & Knuckles в новых аранжировках не стали звучать лучше. В конце обзора он описывает всю музыку в целом следующим образом: «Сказать по правде, если оригинальный саундтрек был джазом, то это — мягкий джаз. Впрочем, некоторые люди предпочитают мягкий джаз обычному».
| №   | Название                                                                                           | Длительность |
| --- | -------------------------------------------------------------------------------------------------- | ------------ |
| 1.  | «Theme of Sonic & Knuckles»                                                                        | 1:15         |
| 2.  | «Mushroom Hill»                                                                                    | 3:04         |
| 3.  | «Flying Battery»                                                                                   | 2:56         |
| 4.  | «The Boss»                                                                                         | 4:28         |
| 5.  | «Sandpolis»                                                                                        | 2:58         |
| 6.  | «Lava Reef»                                                                                        | 3:16         |
| 7.  | «Rings and Diamonds Land» («Glowing Spheres», «Rotating Maze», «Gumball Machine», «Special Stage») | 4:46         |
| 8.  | «Sky Sanctuary»                                                                                    | 2:50         |
| 9.  | «Deathegg»                                                                                         | 3:01         |
| 10. | «Boss the Boss»                                                                                    | 4:17         |
| 11. | «Sonic & Knuckles Re-Mix»                                                                          | 11:46        |
| 12. | «Theme of Knuckles»                                                                                | 1:37         |

## Оценки и мнения
| Сводный рейтинг    | Сводный рейтинг             |
| Агрегатор          | Оценка                      |
| ------------------ | --------------------------- |
| GameRankings       | 88,12 % (MD) 65,80 % (X360) |
| Metacritic         | 69/100 (X360)               |
| MobyRank           | 89/100 (MD) 74/100 (X360)   |
| Иноязычные издания |                             |
| Издание            | Оценка                      |
| AllGame            | (MD) · (X360) · (Wii)       |
| EGM                | 9,25/10 (MD)                |
| Famitsu            | 30/40                       |
| GamePro            | 5/5 (MD)                    |
| GamesRadar+        | 6/10 (MD) 9/10 (MD)         |
| IGN                | 7,5/10 (X360) 9/10 (Wii)    |
| Nintendo Life      | 8/10 (Wii)                  |
| ONM                | 85% (Wii)                   |
| Video Games (DE)   | 80% (MD)                    |
| Mega Fun           | 85% (MD)                    |
| Sega Magazine      | 92/100 (MD)                 |
| Sega MegaZone      | 85% (MD)                    |
| Sega Power         | 90% (MD)                    |

Sonic & Knuckles получила восторженные отзывы от прессы. Средняя оценка игры, составленная сайтом-агрегатором GameRankings, составляет 88,12 %. На территории одних только США было продано свыше 1,2 миллиона экземпляров Sonic & Knuckles, что делает её одной из самых продаваемых игр для консоли Mega Drive/Genesis. В декабрьском номере журнала Electronic Gaming Monthly за 1994 год Sonic & Knuckles было присвоено звание «Игра месяца». Сайт ScrewAttack в январе 2008 года поместил Sonic & Knuckles вместе с Sonic the Hedgehog 3 на второе место среди лучших игр серии, а GamesRadar, в аналогичном списке 2012 года, — на третье (тоже как Sonic 3 & Knuckles). В 2010 году Official Nintendo Magazine провёл опрос среди поклонников Соника на тему их любимых игр серии. По итогам этого опроса, Sonic & Knuckles вместе с её предшественницей заняли третье место. Было отмечено, однако, что люди голосовали больше за Sonic the Hedgehog 3 и Sonic 3 & Knuckles, нежели за отдельную Sonic & Knuckles.
Восторженные отзывы получила игра за визуальное оформление и игровой процесс. Представитель журнала Sega Power положительно оценил высокую сложность и длину уровней игры, но был разочарован отсутствием в сюжете напарника Соника — лиса Тейлза. Критик из GamePro также упоминает в качестве плюсов возможность играть за Наклза. Рецензент из Sega Magazine отметил реиграбельность игры, поскольку в ней присутствует множество секретных этапов и мини-боссов. Лукас Томас из IGN в своём обзоре писал, что играть в Sonic & Knuckles интересно даже сейчас, несмотря на дату выхода. Однако встречались и сдержанные отзызы. Критик из сайта AllGame Джон Томпсон в своём обзоре утверждал, что несмотря на грамотно проработанные уровни и появление Наклза в качестве нового игрового персонажа, дублирование игрового процесса Sonic 3 с небольшой подтяжкой может отбить интерес у тех игроков, кому уже надоела серия игр про Соника. Нечто похожее писали обозревали и в Sega Magazine и Mega Fun.
Игровые обозреватели были едины во мнении, что важным плюсом Sonic & Knuckles является система «Lock-On». Представитель из GamePro похвалил разработчиков за возможность объединять картридж с предыдущими частями основой серии Sonic the Hedgehog. По его словам, это заставит игроков проходить их с самого начала. Томас написал, что Sonic & Knuckles с функцией «Lock-On» даёт новую жизнь старым загружаемым Sonic 1, Sonic 2 и Sonic 3. Крис Скаллион из журнала Official Nintendo Magazine в своей рецензии отметил, что он не ожидал увидеть наличие соединения «Lock-On» в сервисе Virtual Console. Джеймс Ньютон из Nintendo Life отмечал, что платформер с Соником и Наклзом без третьей части будет выглядеть не полным, и поэтому рецензент посоветовал покупателем приобретать одновременно две игры. Представитель GamesRadar Джастин Тауэлл писал о Sonic 3 & Knuckles следующее: «…Это сенсация. Обширно, запутанно и можно многое узнать; вы будете удивляться, что вы когда-то не заметили скрытый в Sonic 3 дополнительный контент». Сдержанный отзыв о «Lock-On» оставил критик из немецкого журнала Video Games; по его мнению, вся данная задумка от Sega — попытка увеличить доходы с продаж двух игр.
Последующие переиздания Sonic & Knuckles также получили положительные отзывы от сайтов и журналов, однако, по сравнению с оригиналом, оценки оказались ниже. Средняя оценка портированной версии игры на Xbox 360 от GameRankings составляет всего 65,80 %. Схожая статистика присутствует и на Metacritic — 69 баллов из 100 возможных. Со стороны рецензента сайта IGN Лукаса Томаса, основная претензия к переизданию Sonic & Knuckles на Wii заключалась в долгом разрыве между ним и переизданием Sonic the Hedgehog 3: из-за этого игроки, в своё время, не могли поиграть в Sonic 3 & Knuckles. Коллега Томаса, Даймон Хатфилд, прошёл игру на Xbox 360 и раскритиковал неудачные улучшения, созданные разработчиками — эффект сглаживания и скучные задние планы. Особняком стоит мнение критика Скаллиона, который утверждает, что для полноты восприятия «классической трилогии» в игре Sonic & Knuckles нет необходимости. Тем не менее, хотя Скаллион и отмечает, что четвёртая игра в целом проигрывает предыдущим, он настоятельно рекомендует приобрести её «для полной коллекции».

### Влияние
В 2011 году была выпущена игра Sonic Generations, посвящённая 20-летию ежа Соника. В юбилейной игре появились новые версии уровней «Sky Sanctuary» и «Mushroom Hill». В игре Sonic Mania, выпущенной в честь 25-летия серии, появились переработанные версии уровней «Flying Battery» и «Lava Reef». Также в Sonic & All-Stars Racing Transformed локации «Sky Sanctuary» и «Death Egg» присутствует в качестве трассы для проведения гонок, где участвуют персонажи из различных серий игр от компании Sega.
Сюжет Sonic & Knuckles был адаптирован в комиксах Sonic the Hedgehog от Archie Comics («Specials: Sonic & Knuckles») и № 33—53 комиксов Sonic the Comic от Fleetway Editions.